# Csatorna (kommunikáció)
A csatorna a kommunikációelméleti szaknyelvben az a közeg vagy eszköz, intézmény, amely a jelhordozókat a feladótól a címzetthez továbbítja. Beszélgetés esetében például: a hangrezgéseket közvetítő levegő, levelezésnél a posta, az irodalmi kommunikációban a sajtó, könyvkiadás, valamint a lap-, és könyvterjesztés intézményei.
A kommunikációs csatornában fellépő zavaró tényezők a zajok.